# Safia compotrix
Safia compotrix är en fjärilsart som beskrevs av Jacob Hübner 1818. Safia compotrix ingår i släktet Safia och familjen nattflyn. Inga underarter finns listade.